# 3D Tanx
3D Tanx é um jogo do tipo shoot'em up programado por Don Priestley e publicado pela editora dk'tronics em 1982 para ZX Spectrum, C64 e BBC Micro.

## Jogabilidade
O objectivo do jogo é disparar sobre tanques que se movem por cima de uma ponte.
O jogador tem uma arma onde pode ajustar a rotação e a altura, sendo este o aspecto 3D do jogo. Bons skills e um bom timing de tiro é o necessário para destruir os tanques.

## Crítica
É um dos primeiros jogos programados em casa, mas que mesmo assim recebeu muito boas críticas na CRASH magazine elogiando os excelentes gráficos e sons (para a época em que saiu).